# الزواج السعيد (فلم)
الزواج السعيد هو فيلم مصري عرض عام 1974، بطولة شمس البارودي وحسن يوسف وصفاء أبو السعود وعادل إمام وعماد حمدي، من تأليف فيصل ندا ومن إخراج حلمي رفلة.

## قصة الفيلم
الدكتور شريف متزوج من الكاتبة الروائية ناني. تحدث الخلافات الزوجية دائما بينهما. شريف على علاقة بصديقتها ليلى. يذهب شريف لمؤتمر طبي بالخارج، مصطحبا معه ليلى على أنها زوجته، تلحق به زوجته وتحدث العديد من المفارقات.

## طاقم التمثيل
- شمس البارودي: (نانا)
- حسن يوسف: (شريف)
- صفاء أبو السعود: (ليلى)
- عادل إمام: (مجدي)
- عماد حمدي: (والد نانا)
- عزيزة حلمي: (والدة نانا)
- حسن مصطفى: (الفرماوي)
- رجاء صادق: (ثريا)
- عبد الغني النجدي: (الشاويش)
- فاروق فلوكس: (سيد)
- ليلى يسري: (نبوية)
- هالة الصافي: (راقصة)
- صالح الإسكندراني: (البواب)
- عادل الشناوي

## فريق العمل
- إخراج: حلمي رفلة
- تأليف: فيصل ندا
- مدير التصوير: كمال كريم
- مونتاج: فتحي داود
- موسيقى تصويرية: فؤاد الظاهري
- إنتاج: أفلام حلمي رفلة
- توزيع داخلي: الهيئة المصرية العامة للسينما
- توزيع خارجي: مؤسسة فواز السينمائية (عبد الحميد فواز)